# Chiesa di San Martino (Sessa)
L'antica chiesa parrocchiale di San Martino è un edificio religioso che si trova a Tresa, nella frazione di Sessa, in Canton Ticino, voluta dai nobili Sessa, feudatari della zona dal XIII secolo.

## Storia
L'edificio, citato già in documenti storici risalenti al 1288, fu per lungo tempo di giuspatronato della nobile famiglia Sessa, feudataria della zona: nei primi del Quattrocento il nobile Gabardo Sessa fece dono alla chiesa di alcune sue proprietà terriere adiacenti, mentre è del 1525 un documento che attesta l'elezione a cappellano da parte dei consorti Sessa del parente Giovanni Giacomo Sessa, già chierico della Diocesi di Milano. Nei secoli successivi subì pesanti rimaneggiamenti: già nel XVI secolo venne ampliata (ed in seguito a questi lavori nel 1560 ottenne i diritti parrocchiali), con ulteriori ristrutturazioni effettuate nel 1609 e nel 1630. La parrocchia aveva in origine più ampia giurisdizione, avendo sotto di sé anche Monteggio e, fino al 1842, il paesino lombardo di Cremenaga.

## Descrizione
La chiesa si presenta con una pianta ad aula rettangolare, con 3 cappelle laterali su tre lati ed un coro quadrangolare; degno di nota il prezioso e monumentale altare ligneo della chiesa (1662), realizzato da Antonio Pini. 

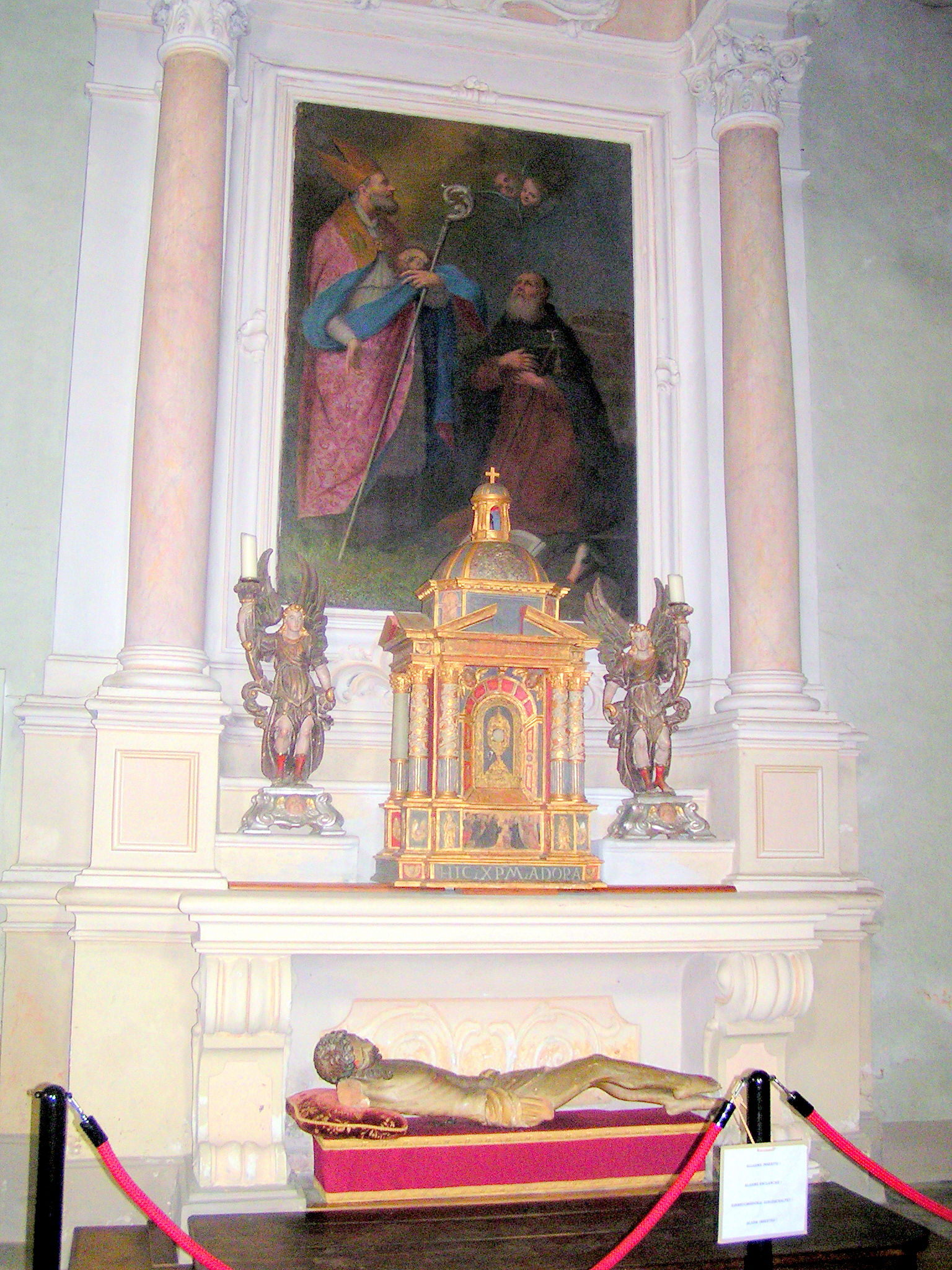
San Grato con sant'Antonio abate, il Cristo morto sottostante

Al XVII secolo risalgono il fonte battesimale (1658-1659), il pulpito e parte della decorazione a stucco delle cappelle (che venne completata nel secolo successivo).